# Ermita de la Virgen del Mar (Santander)
La ermita de la Virgen del Mar es una edificación situada en la isla de la Virgen del Mar, en San Román de la Llanilla, municipio de Santander (Cantabria, España). Está advocada a la patrona de Santander, Virgen del Mar. Su situación al lado del mar ha supuesto su derribo parcial durante los temporales en varias ocasiones. Quizá su mayor destrucción fue la de finales del siglo XVII.

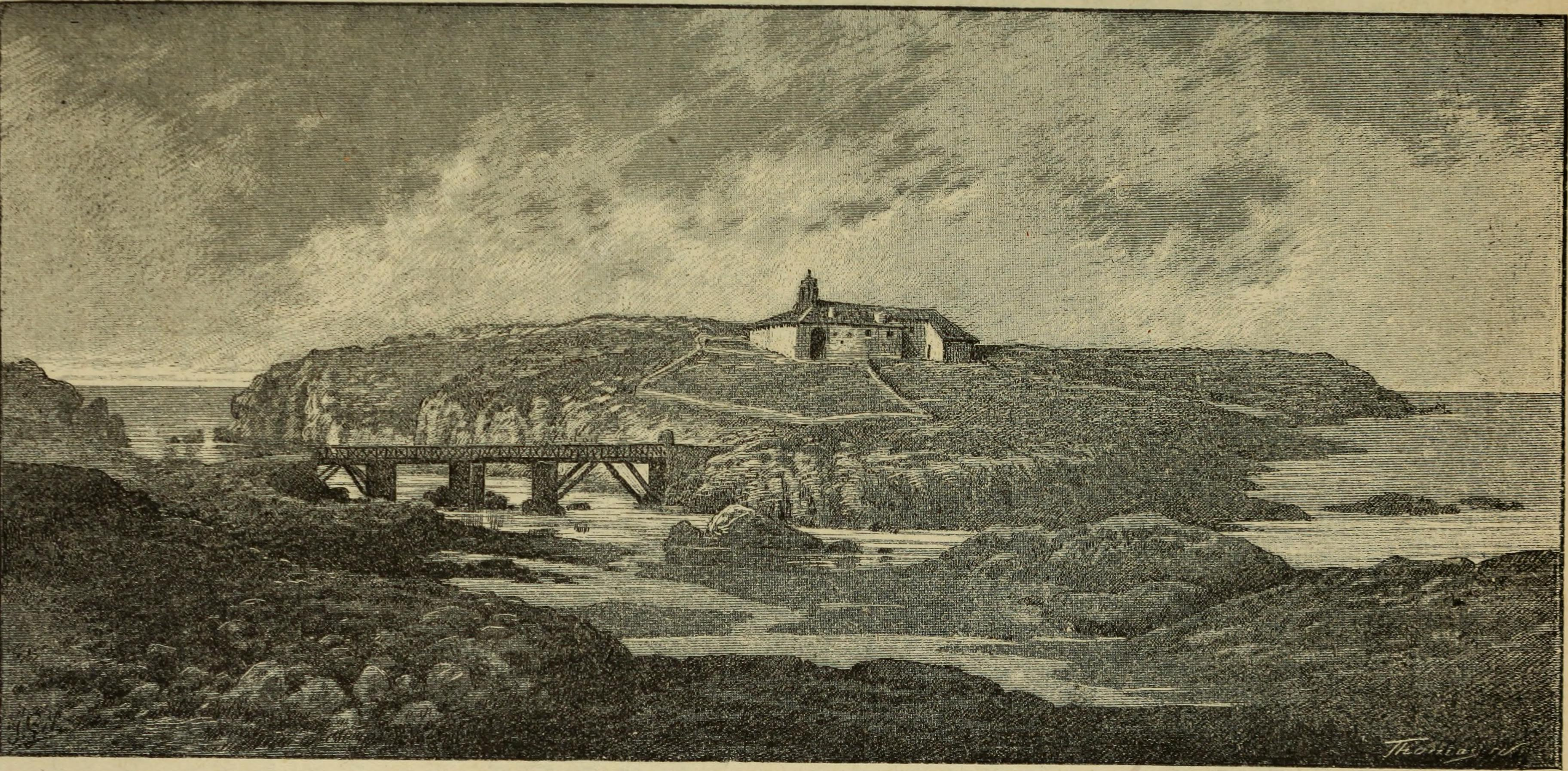
Vista de la ermita a finales del siglo en una ilustración de Isidro Gil

Se sabe que el santanderino José Calderón, de quien se sabe que trabajaba en ella en 1684, reconstruyó la capilla mayor, y que Francisco Sainz de Coterillo recibió un salario en 1693, probablemente por la construcción del último tramo de la nave. La ermita primitiva data de 1400. Seguramente existió una ermita aún anterior, pues se tiene constancia de que la imagen de la Virgen del Mar existía ya en 1315.
La ermita consta de una única nave, dividida en tres tramos cubiertos por bóvedas más la cabecera, cuya geometría es la de medio hexágono irregular. Además de la capilla, a la que se accede desde la nave, tiene otro cuerpo, añadido en 1696. En 1712 se contrató el retablo mayor, en el que intervinieron de una u otra manera Juan de Herrera Coterillo, Juan de la Puente Agüero y fray Pedro Martínez de Cardeña.